# Elinor Sneshell
Elinor Sneshell (née en France) est une barbier-chirurgienne qui était l'une des deux seules femmes à exercer cette profession durant le règne d'Élisabeth d'Angleterre.

## Biographie
Elle est née en France dans la région de Valenciennes. Peu de choses sont connues sur sa vie mais on sait qu'elle était veuve et partit vivre à Londres durant 26 ans. Elle est connue pour avoir été l'une des deux seules femmes à exercer cette profession durant le règne d'Élisabeth d'Angleterre.